# Buxheim (Oberbayern)
Buxheim er en kommune i i Landkreis Eichstätt i Regierungsbezirk Oberbayern i den tyske delstat Bayern.
Buxheim ligger i den sydlige del af Fränkische Alb i Naturpark Altmühltal cirka 8 kilometer vest for Ingolstadt.
Kommunen omfatter ud over hovedbyen Buxheim landsbyen Tauberfeld.

## Nabokommuner
Buxheim grænser i nordøst til Hitzhofen, mod øst til Eitensheim, i sydøst til købstaden Gaimersheim, mod syd til Kreisfri by Ingolstadt, i vest til Nassenfels og i norvest til Adelschlag.